# Теридиде - списак врста: од Х до Н

## Hadrotarsus
Hadrotarsus Thorell, 1881
- Hadrotarsus babirussa Thorell, 1881 (New Guinea)
- Hadrotarsus fulvus Hickman, 1942 (Tasmania)
- Hadrotarsus ornatus Hickman, 1942 (Tasmania (Belgium, introduced))
- Hadrotarsus setosus Hickman, 1942 (Tasmania)
- Hadrotarsus yamius Wang, 1955 (Taiwan)

## Helvibis
Helvibis Keyserling, 1884
- Helvibis brasiliana (Keyserling, 1884) (Peru)
- Helvibis chilensis (Keyserling, 1884) (Chile, Brazil)
- Helvibis germaini Simon, 1895 (Peru, Brazil)
- Helvibis infelix (O. P.-Cambridge, 1880) (Brazil)
- Helvibis longicauda Keyserling, 1891 (Brazil)
- Helvibis longistyla (F. O. P.-Cambridge, 1902) (Panama, Trinidad)
- Helvibis monticola Keyserling, 1891 (Brazil)
- Helvibis rossi Levi, 1964 (Peru)
- Helvibis thorelli Keyserling, 1884 (Peru, Brazil)
- Helvibis tingo Levi, 1964 (Peru)

## Helvidia
Helvidia Thorell, 1890
- Helvidia scabricula Thorell, 1890 (Sumatra)

## Hetschkia
Hetschkia Keyserling, 1886
- Hetschkia gracilis Keyserling, 1886 (Brazil)

## Histagonia
Histagonia Simon, 1895
- Histagonia deserticola Simon, 1895 (South Africa)

## Icona
Icona Forster, 1955
- Icona alba Forster, 1955 (Auckland Is., Campbell Is.)
- Icona drama Forster, 1964 (Auckland Is.)

## Jamaitidion
Jamaitidion Wunderlich, 1995
- Jamaitidion jamaicense (Levi, 1959) (Jamaica)

## Keijia
Keijia Yoshida, 2001
- Keijia alabamensis (Gertsch & Archer, 1942) (USA)
- Keijia antoni (Keyserling, 1884) (USA)
- Keijia kijabei (Berland, 1920) (East Africa)
- Keijia maculata Yoshida, 2001 (Japan)
- Keijia mneon (Bösenberg & Strand, 1906) (Pantropical)
- Keijia punctosparsa (Emerton, 1882) (USA)
- Keijia qionghaiensis (Zhu, 1998) (China)
- Keijia sterninotata (Bösenberg & Strand, 1906) (Russia, China, Korea, Japan)
- Keijia tincta (Walckenaer, 1802) (Holarctic)

## Kochiura
Kochiura Archer, 1950
- Kochiura attrita (Nicolet, 1849) (Chile, Juan Fernandez Is.)
- Kochiura aulica (C. L. Koch, 1838) (Canary Is., Cape Verde Is. to Azerbaijan)
- Kochiura casablanca (Levi, 1963) (Chile)
- Kochiura decolorata (Keyserling, 1886) (Brazil)
- Kochiura ocellata (Nicolet, 1849) (Chile)
- Kochiura rosea (Nicolet, 1849) (Chile, Juan Fernandez Is.)
- Kochiura temuco (Levi, 1963) (Chile)

## Landoppo
Landoppo Barrion & Litsinger, 1995
- Landoppo misamisoriensis Barrion & Litsinger, 1995 (Philippines)

## Lasaeola
Lasaeola Simon, 1881
- Lasaeola atopa (Chamberlin, 1948) (USA)
- Lasaeola bequaerti (Chickering, 1948) (Panama)
- Lasaeola donaldi (Chickering, 1943) (Panama, Venezuela)
- Lasaeola oceanica Simon, 1883 (Azores)
- Lasaeola okinawana (Yoshida & Ono, 2000) (China, Ryukyu Is.)
- Lasaeola prona (Menge, 1868) (Holarctic)
- Lasaeola spinithorax (Keyserling, 1886) (Peru)
- Lasaeola superba (Chickering, 1948) (Mexico, Panama)
- Lasaeola testaceomarginata Simon, 1881 (Spain to Italy)
- Lasaeola tristis (Hahn, 1833) (Europe to Tajikistan)
  - Lasaeola tristis hissariensis (Charitonov, 1951) (Russia, Central Asia)
- Lasaeola yona (Yoshida & Ono, 2000) (Ryukyu Is.)
- Lasaeola yoshidai (Ono, 1991) (Japan)

## Macaridion
Macaridion Wunderlich, 1992
- Macaridion barreti (Kulczyn'ski, 1899) (Madeira)

## Marianana
Marianana Georgescu, 1989
- Marianana mihaili Georgescu, 1989 (Romania)

## Molione
Molione Thorell, 1892
- Molione christae Yoshida, 2003 (Borneo)
- Molione kinabalu Yoshida, 2003 (Borneo)
- Molione triacantha Thorell, 1892 (Malaysia, Singapore, Taiwan)
- Molione trispinosa (O. P.-Cambridge, 1873) (Sri Lanka)
- Molione uniacantha Wunderlich, 1995 (Malaysia, Sumatra)

## Moneta
Moneta O. P.-Cambridge, 1870
- Moneta australis (Keyserling, 1890) (Queensland)
- Moneta caudifera (Dönitz & Strand, 1906) (China, Korea, Japan)
- Moneta conifera (Urquhart, 1887) (New Zealand)
- Moneta grandis Simon, 1905 (India)
- Moneta hunanica Zhu, 1998 (China)
- Moneta longicauda Simon, 1908 (Western Australia)
- Moneta mirabilis (Bösenberg & Strand, 1906) (China, Korea, Taiwan, Japan)
- Moneta orientalis Simon, 1909 (Vietnam)
- Moneta spinigera O. P.-Cambridge, 1870 (Africa to Taiwan)
- Moneta spinigeroides (Zhu & Song, 1992) (China)
- Moneta subspinigera Zhu, 1998 (China)
- Moneta tanikawai (Yoshida, 1991) (Japan)
- Moneta triquetra Simon, 1889 (New Caledonia)
- Moneta tumida Zhu, 1998 (China)
- Moneta tumulicola Zhu, 1998 (China)
- Moneta uncinata Zhu, 1998 (China)
- Moneta variabilis Rainbow, 1920 (Lord Howe Is.)
- Moneta yoshimurai (Yoshida, 1983) (Taiwan)

## Neospintharus
Neospintharus Exline, 1950
- Neospintharus baboquivari (Exline & Levi, 1962) (USA, Mexico)
- Neospintharus bicornis (O. P.-Cambridge, 1880) (Brazil)
- Neospintharus concisus (Exline & Levi, 1962) (Mexico)
- Neospintharus fur (Bösenberg & Strand, 1906) (China, Korea, Japan)
- Neospintharus furcatus (O. P.-Cambridge, 1894) (USA to El Salvador, West Indies)
- Neospintharus nipponicus (Kumada, 1990) (China, Japan)
- Neospintharus obscurus (Keyserling, 1884) (Peru)
- Neospintharus parvus Exline, 1950 (Panama to Ecuador)
- Neospintharus rioensis (Exline & Levi, 1962) (Brazil, Argentina)
- Neospintharus syriacus (O. P.-Cambridge, 1872) (Lebanon, Israel)
- Neospintharus triangularis (Taczanowski, 1873) (Panama, French Guiana)
- Neospintharus trigonum (Hentz, 1850) (USA, Canada)

## Neottiura
Neottiura Menge, 1868
- Neottiura bimaculata (Linnaeus, 1767) (Holarctic)
  - Neottiura bimaculata pellucida (Simon, 1873) (Spain, France, Italy)
- Neottiura curvimana (Simon, 1914) (Spain, France, Algeria)
- Neottiura herbigrada (Simon, 1873) (France, Madeira, to Israel, China, Korea)
- Neottiura margarita (Yoshida, 1985) (Russia, China, Korea, Japan)
- Neottiura suaveolens (Simon, 1879) (Europe, Russia)
- Neottiura uncinata (Lucas, 1846) (Mediterranean)

## Nesticodes
Nesticodes Archer, 1950
- Nesticodes rufipes (Lucas, 1846) (Pantropical)

## Nipponidion
Nipponidion Yoshida, 2001
- Nipponidion okinawense Yoshida, 2001 (Okinawa)
- Nipponidion yaeyamense (Yoshida, 1993) (Japan)